# بروتون، سامرست
latitudeبروتون، سامرستlongitudeبروتون، سامرست
بروتون، سامرست (به انگلیسی: Bruton) یک شهرک در بریتانیا است که در شهرستان سامرست واقع شده‌است.

## خصوصیات
بروتون ۲٬۹۰۷ نفر جمعیت دارد.